# Torneo Competencia 1942
Het Torneo Competencia 1942 was de vierde editie van deze Uruguayaanse voetbalcompetitie. Het toernooi stond enkel open voor clubs uit de Primera División. Titelverdediger was CA Peñarol, dat vorig seizoen het toernooi had gewonnen. Deze editie eindigden zij op een gedeelde eerste plek met Club Nacional de Football. Omdat er geen absolute nummer één was, werd er geen winnaar uitgeroepen.

## Teams
Aan het Torneo Competencia deden enkel ploegen mee die dat jaar speelden in de Primera División. In 1942 waren dat onderstaande ploegen, die allen uit Montevideo afkomstig waren:
| Clubs                     | Clubs                     |
| ------------------------- | ------------------------- |
| Central FC                | CA Peñarol                |
| CA Defensor               | Racing Club de Montevideo |
| Liverpool FC              | Rampla Juniors FC         |
| Montevideo Wanderers FC   | CA River Plate            |
| Club Nacional de Football | IA Sud América            |

## Toernooi-opzet
Het Torneo Competencia werd gespeeld voorafgaand aan de Primera División. De tien deelnemende clubs speelden een halve competitie tegen elkaar en de ploeg die de meeste punten behaalde werd eindwinnaar. De behaalde resultaten telden ook mee voor het Torneo de Honor 1942. Het toernooi was een Copa de la Liga; een officieel toernooi, georganiseerd door de Uruguayaanse voetbalbond (AUF).

## Toernooiverloop
Net als vorige editie wisten alleen Club Nacional de Football en CA Peñarol hun eerste twee wedstrijden te winnen. Tijdens de derde speelronde kwam daar verandering in, toen Peñarol gelijkspeelde tegen CA Defensor. Twee wedstrijden later wist ook Racing Club de Montevideo bij Peñarol een puntje af te snoepen. Nacional had tot dan toe alles gewonnen en had twee punten voorsprong op Peñarol. Central FC volgde op de derde plaats.
Tijdens de zesde speelronde won Nacional ook van Central. Hiermee werd het toernooi in de praktijk een tweestrijd tussen Peñarol en Nacional. Op 28 juni, de een-na-laatste speeldag, stonden deze twee clubs tegenover elkaar. Nacional zou het toernooi winnen als ze Peñarol konden verslaan, maar de Aurinegros zegevierden met 3–1. Hierdoor stonden beide ploegen gelijk met nog één wedstrijd te spelen. In de slotronde won Peñarol overtuigend van Central, maar Nacional wist zelf ook van CA River Plate te winnen. Beide ploegen eindigden zo met een gelijk aantal punten. Hierdoor werd het toernooi afgesloten zonder winnaar. Racing eindigde op de derde plaats en Defensor werd vierde. Central had na hun goede start de laatste wedstrijden verloren en eindigde in de middenmoot.

### Eindstand
|     | Club                      | Sp. | W | G | V | Pnt. | DV | DT | DS  |
| --- | ------------------------- | --- | - | - | - | ---- | -- | -- | --- |
| 1.  | Club Nacional de Football | 9   | 8 | 0 | 1 | 16   | 28 | 10 | +18 |
| 2.  | CA Peñarol                | 9   | 7 | 2 | 0 | 16   | 29 | 11 | +18 |
| 3.  | Racing Club de Montevideo | 9   | 3 | 5 | 1 | 11   | 17 | 14 | +3  |
| 4.  | CA Defensor               | 9   | 3 | 4 | 2 | 10   | 21 | 21 | 0   |
| 5.  | Central FC                | 9   | 3 | 1 | 5 | 7    | 15 | 21 | –6  |
| 6.  | CA River Plate            | 9   | 2 | 3 | 4 | 7    | 9  | 12 | –3  |
| 7.  | IA Sud América            | 9   | 2 | 3 | 4 | 7    | 12 | 16 | –4  |
| 8.  | Montevideo Wanderers FC   | 9   | 2 | 2 | 5 | 6    | 13 | 17 | –4  |
| 9.  | Rampla Juniors FC         | 9   | 1 | 4 | 4 | 6    | 10 | 19 | –9  |
| 10. | Liverpool FC              | 9   | 1 | 2 | 6 | 4    | 8  | 21 | –13 |

| Winnaar Torneo Competencia 1942 |
| ------------------------------- |
| Geen winnaar                    |

1934 ·
1936 ·
1941 ·
1942 ·
1943 ·
1944 ·
1945 ·
1946 ·
1947 ·
1948 ·
1949 ·
1950 ·
1951 ·
1952 ·
1953 ·
1955 ·
1956 ·
1957 ·
1958 ·
1959 ·
1961 ·
1962 ·
1963 ·
1964 ·
1967 ·
1985 ·
1986 ·
1987 ·
1988 ·
1989 ·
1990